# Castillo Forestal
El Castillo Forestal, también conocido como El Castillito, es un inmueble construido a comienzos del siglo XX y ubicado en la esquina norponiente del Parque Forestal, frente al Museo Nacional de Bellas Artes en la ciudad de Santiago de Chile. Actualmente, el lugar alberga al café-restaurante Brasserie du Castillo Forestal, y el Museo del Juguete.

## Construcción
Inspirado en uno de los muchos viajes a Francia del arquitecto, militar y diplomático Álvaro Casanova Zenteno, el inmueble fue construido en el siglo XX, siendo inaugurado en 1910 junto a la entonces laguna navegable del Parque Forestal, como un edificio de dos pisos utilizado como embarcadero de botes recreativos hechos por el mismo Casanova, y situado en la parte posterior de la edificación.
En un principio el territorio ocupaba 100 metros cuadrados, 50 en el primer piso y 50 en la segunda planta, sin embargo, de la edificación original solo quedan las gárgolas ubicadas en la ventana del lado oriente que da paso a la escalera de la terraza exterior, la cual solía ser la puerta de entrada, las argollas donde amarraban las embarcaciones, y el desnivel entre los árboles causado por el agua de la laguna.
El 2011, fue remodelado y ampliado por los arquitectos Mathias Klotz y Lilian Allen, siendo restaurado y habilitado como un restaurante francés Brasserie du Castillo Forestal. Su reconstrucción se mantuvo cercana al edificio original dado que está catalogado como Patrimonio Nacional contando con una placa de verificación y reconocimiento a Casanova en el exterior del edificio; dada la fragilidad de la construcción, se reforzó con acero y se habilitaron nuevos espacios.
Entre estos cambios, se instaló nuevo piso, se dejó al descubierto el ladrillo de las murallas retirando el revestimiento interior, y se demolieron los cielos falsos para brindarle una mayor amplitud, añadiendo grandes ventanales que forman el comedor principal del restaurante, la barra, y una terraza de 200 m² con vista al Museo de Bellas Artes.

## Historia
Cerca de 1944, y por razones sanitarias, las autoridades decidieron eliminar la laguna, pasando a convertirse de la oficina de administración de la compuerta de descarga del Río Mapocho, al estudio del paisajista alsaciano Guillermo Renner (diseñador del Parque Forestal y director de la Dirección de Jardines del municipio). Siendo utilizado más tarde como centro de gestión de las actividades del parque.
En 1970, el inmueble pasó a convertirse en el Centro de Extensión del Colegio de Arquitectos, y poco más tarde, desde 1985 hasta 1998, en la sede de la Corporación de Desarrollo de Santiago, asociación que tenía la misión de permitir un espacio de interacción, desarrollo y respaldo a los vecinos de la comuna.
Tras una serie de ocupantes temporales que deterioraron su construcción, fue habilitado para múltiples usos, como sede del Registro Electoral, jardín infantil, lugar de ensayo de la Escuela de Ballet del Teatro Municipal, Departamento de Cultura de la Municipalidad de Santiago, Centro de Esterilización Animal, Oficina de Prevención de Riesgos, e incluso como bodega de herramientas de manutención de los jardines por parte del personal de la Municipalidad de Santiago, hasta que sufrió el abandono definitivo motivando al municipio a licitar una concesión por treinta años a fin de restaurar la estructura.
Existieron múltiples proyectos para ocupar el espacio, debido a su ubicación estratégica en pleno corazón del Parque Forestal y su carácter de centro turístico, entre ellos la fundación del Museo Violeta Parra en 2005, y el emplazamiento de una sucursal del local de productos gourmet Emporio La Rosa, en 2008, a cargo de los arquitectos Alberto Rodríguez-Cano y Felipe Browne. El Museo Nacional de Bellas Artes propuso también la instalación de un café o tienda, hasta que la Municipalidad de Santiago permitió su uso como restaurante. En el proceso se demolieron ciertas ampliaciones, restaurando el volumen original del castillo en su exterior e interior. 
Finalmente, la concesión fue obtenida por Jérôme Reynes y Andrés Turski, convirtiéndolo en el actual café-restaurante y centro cultural.

## Uso actual
El nuevo espacio del inmueble fue restaurado con la premisa de mantener la inspiración francesa de su construcción original y al mismo tiempo, servir como un espacio relevante para la ciudad que conecta con sus habitantes a través de la cultura chilena. Actualmente la construcción aloja un restaurante, heladería, tienda de recuerdos, un pequeño museo del juguete y una de sala exposiciones utilizada con distintos fines, entre ellos, conciertos de variados géneros musicales.

### Brasserie du Castillo Forestal

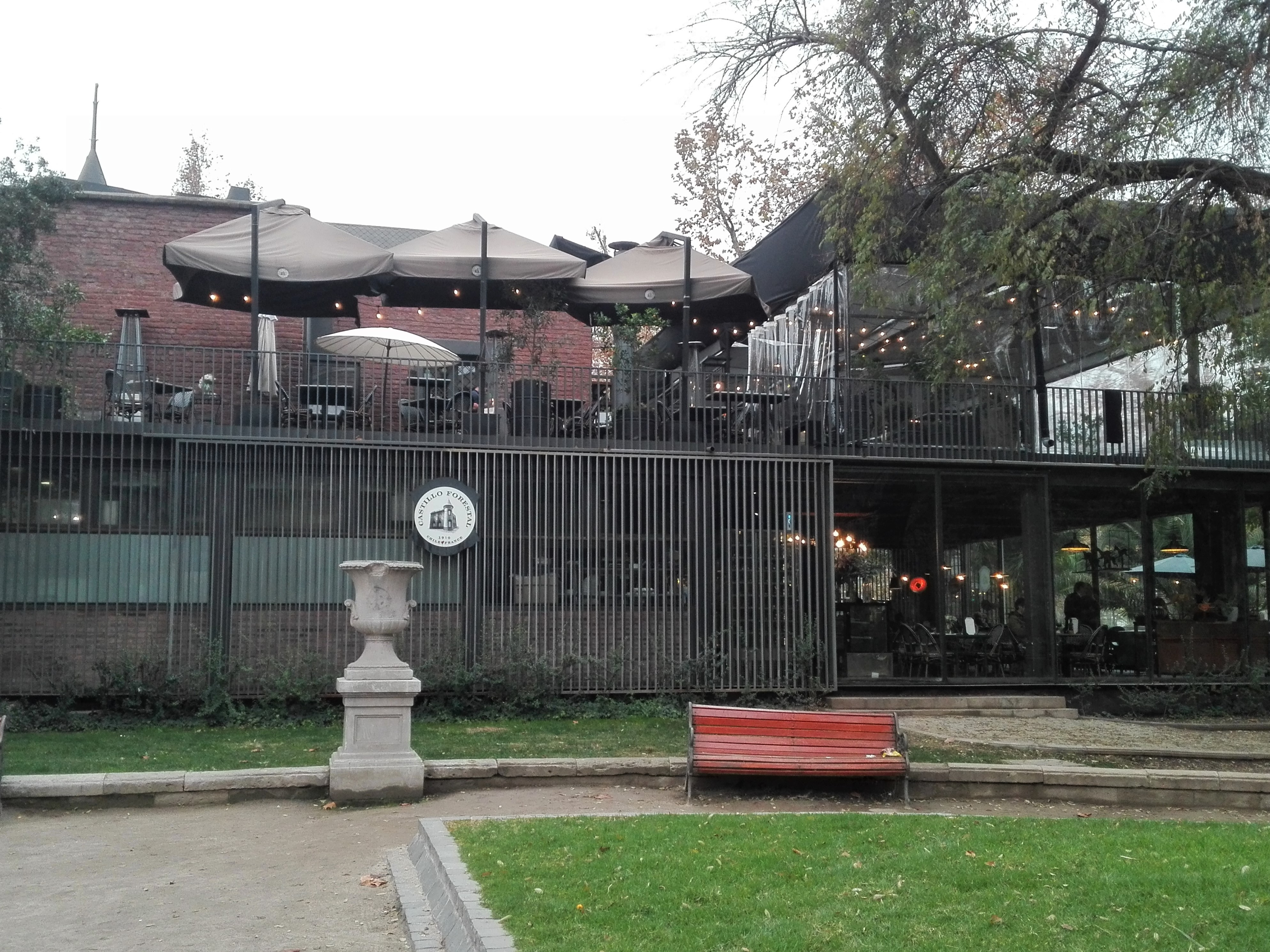
Fachada frontal del café-restaurante Brasserie du Castillo Forestal.

El café-restaurante Brasserie du Castillo Forestal fue inaugurado em 2013, como un emprendimiento gastronómico francés de Jérôme Reynes, con la idea de presentar un servicio de carta abierta, donde se sirve el mismo menú la jornada completa, desde las 8:00 a las 00:00 hrs. 
Con una capacidad de 250 personas en 450 m², el lugar tiene como oferta gastronómica una mezcla entre la cocina gourmet francesa e ingredientes gastronómicos típicos chilenos, adornado con juguetes antiguos típicos de la historia del país, reviviendo el propósito inicial de la construcción, cultura francesa en el centro de Santiago.[cita requerida]

### Museo del Juguete Chileno
El Museo del Juguete Chileno, fue inaugurado poco después del café-restaurante, y está ubicado en el subterráneo del inmueble en una sala de 50 m². Se trata de una colección de 300 juguetes que datan desde 1930 a 1970 acumulados por el coleccionista Juan Antonio Santis incorporando temas de hogar, transporte, campo y personajes publicitarios clásicos del tiempo en constante rotación en su exhibición.
La colección llevaba ya 20 exposiciones desde 2004 en Montevideo (Uruguay), siendo exhibida de forma breve en el Palacio de La Moneda bajo el nombre de Juguete Nacional pero se ha instalado permanentemente en el Castillo, sirviendo como testimonio de la historia del juguete en Chile desde su apogeo durante la Segunda Guerra Mundial, con productos que caracterizan la iconografía del país.